# Francisco Báez
Francisco Javier Báez (n. Asunción, Paraguay, 11 de agosto de 1991) es un futbolista paraguayo. Juega de defensa central y actualmente milita en el Nacional Asunción de Paraguay.

## Clubes
| Club                | País     | Año         |
| ------------------- | -------- | ----------- |
| General Caballero   | Paraguay | 2013 - 2014 |
| General Díaz        | Paraguay | 2015        |
| Sportivo Trinidense | Paraguay | 2017        |
| Deportivo Santaní   | Paraguay | 2018        |
| Envigado F. C.      | Colombia | 2019 - 2022 |
| Nacional Asunción   | Paraguay | 2023        |